# Jebengsari
Jebengsari is een bestuurslaag in het regentschap Magelang van de provincie Midden-Java, Indonesië. Jebengsari telt 1486 inwoners (volkstelling 2010).